# Jessie White Mario
Jessie White Mario, également connue sous les noms de Jessie Meriton White Mario ou Jessie Mario (du nom de son mari Alberto Mario, 1825-1883), née à Gosport le 9 mai 1832, morte à Florence le 5 mars 1906, est une patriote, écrivaine et philanthrope britannique naturalisée italienne.
Jessie White Mario est un personnage important du Risorgimento. Giuseppe Mazzini la surnomma « La Jeanne d'Arc de la cause italienne». Elle fut infirmière militaire dans quatre campagnes de Giuseppe Garibaldi. Elle fit des recherches sur les conditions de vie dans les quartiers les plus pauvres de Naples et celles des mineurs des mines de soufre de Sicile. Elle fut une écrivaine prolifique, que ce soit comme journaliste ou comme biographe. Une rue porte son nom à Lendinara, ville natale de son mari.

## Biographie
Née dans une riche famille d'armateurs du Hampshire, elle reçut une éducation poussée et poursuivit des études de philosophie avec Félicité de Lamennais à la Sorbonne de 1852 à 1854. À Paris, elle fit la connaissance d'Emma Roberts qui était liée à Garibaldi. Lorsque cette dernière rendit visite à Garibaldi à Nice puis en Sardaigne, Jessie White l'accompagna. C'est ainsi qu'elle rencontra Garibaldi et s'enflamma pour la cause de l'unification italienne.
Au printemps 1855, elle retourna à Londres dans l'espoir de devenir la première femme-médecin du Royaume-Uni. Elle fit plusieurs demandes mais fut rejetée en raison de son sexe. Elle consacra son énergie à la cause italienne, aux côtés de Mazzini alors en exil à Londres. Elle écrivit des articles expliquant la situation italienne, fit des conférences et récolta des fonds dans le nord de l'Angleterre et en Écosse.
Quand Mazzini partit pour Gênes afin d'organiser une expédition pour libérer des détenus politiques emprisonnés sur l'île de Ponza, Jessie White le suivit. Elle était déjà connue dans cette partie de l'Italie et son arrivée fut annoncée par le journal l'Italia del popolo, qui avait publié des articles sur ses conférences. L'expédition échoua et White fut capturée et emprisonnée, tout comme Alberto Mario, autre patriote. White et Mario furent expulsés du royaume de Sardaigne. Ils se réfugièrent à Londres où ils se marièrent quelques mois plus tard.
Le couple continua ses conférences en Grande-Bretagne et aux États-Unis (automne 1858). En 1860, ils se rendirent à Gênes pour rejoindre en Sicile l'expédition des Mille. White Mario servit d'infirmière aux troupes garibaldiennes, comme pendant les campagnes du Trentin, de Monterotondo et Mentana, et celle de la guerre franco-prusse quand Garibaldi était commandant de l'Armée des Vosges.
Après l' unification de l'Italie (1870), Jessie White Mario tourna son attention sur trois des problèmes sociaux du nouveau pays, soutenue par Pasquale Villari, homme politique italien. Ses écrits sont considérés comme parmi les premiers sur la question méridionale.
- Elle fit des recherches sur la pellagre chez les ouvriers agricoles.
- Elle étudia les conditions de vie des plus pauvres à Naples et publia une série d'articles, regroupés plus tard dans un livre La miseria in Napoli (La misère à Naples) en 1877. Elle y décrit la misère des habitants des bassi.
- Elle se consacra ensuite à la situation des mineurs des mines de soufre en Sicile. Elle se rendit plusieurs fois dans l'île et publia ses conclusions en 1894 (Le miniere di zolfo in Sicilia - Les mines de soufre en Sicile). Elle y dénonce le recours au travail des enfants et des conditions de travail si dures que les mineurs n'étaient pas aptes au service militaire. Giosuè Carducci, prix Nobel de littérature en 1906, loua ses efforts, écrivant en 1879 qu'elle était la seule écrivaine s'occupant de questions sociales en Italie[5].

Parallèlement, elle continua son activité journalistique pour des publications dans plusieurs pays: La Nación en Argentine, The Nation aux États-unis, The Morning Star au Royaume-Uni et Nuova Antologia (it) en Italie. Elle écrivit de nombreuses biographies sur les participants de l'aventure garibaldienne qu'elle avait connus personnellement (Garibaldi, Mazzini, Giovanni Nicotera, Agostino Bertani, Giovanni Nicotera, Giuseppe Dolfi (it), Francesco Cattaneo.
Pendant ses dernières années, elle enseigna la littérature anglaise à l'Istituto superiore di magistero in Firenze (aujourd'hui Faculté des sciences de l'éducation).
Elle mourut à Florence en 1906 et est enterrée aux côtés de son mari au cimetière de Lendinara. Pasquale Villari prononça un discours en son honneur.

## Liste d’œuvres principales (non exhaustive)

### Textes en italien
- 1864: La schiavitù e la guerra civile negli Stati Uniti d'America, Milano, Ed. del Politecnico.
- 1871: I garibaldini in Francia, Roma, ed. G. Polizzi e c.
- 1877: La miseria in Napoli, Firenze, ed. Successori Le Monnier.
- 1878: I fratelli Cairoli a villa Glori, Roma, ed. Tipografia del Senato di Forzani e comp.
- 1879: La lotta elettorale e il diritto di voto in Inghilterra, Roma, ed. Tipografia Barbèra.
- 1882: Vita di Giuseppe Garibaldi narrata da Jessie W. Mario, Milano, ed. Fratelli Treves.
- 1884: Garibaldi e i suoi tempi, Milano, ed. Fratelli Treves.
- 1888: Agostino Bertani e i suoi tempi, Firenze, ed. G. Barbera.
- 1890: Mazzini nella sua vita e nel suo apostolato, Milano, ed. Sonzogno.
- 1894: Le miniere di zolfo in Sicilia, Estr. da Nuova Antologia, Tip. della Camera dei deputati.

### Textes en français et en anglais
- Garibaldi et son temps, 1884, Paris, ed. Dénoc.
- The birth of modern Italy; posthumous papers of Jessie White Mario, édité par Pompeo Litta Visconti Arese, 1909, Londres, ed. T.Fischer Unwin.